# Oncideres chevrolatii
Oncideres chevrolatii là một loài bọ cánh cứng trong họ Cerambycidae.